# Ставчанка (притока Верещиці)
Ставчанка — річка в Україні, у межах Яворівського району Львівської області. Лівий доплив річки Верещиці, басейн Дністра.

## Розташування
Річка бере свій початок у заповідному урочищі «Заливки» заповідника «Розточчя» та протікає через «Яворівський національний природний парк», тече на південний захід через село Ставки і впадає у Янівський став поблизу смт Івано-Франкове .

## Топонім
Назва річки походить від слова «став», оскільки на ній розташовано каскад ставків.

## Опис
Довжина річки 14 км, площа водозбірного басейну 41,2 км². Похил 0,79 м/км. 
Заплава у багатьох місцях заболочена та поросла лучною рослинністю. 
Річка досить забруднена, особливо в районі смт Івано-Франкове.

## Флора та фауна
У річці водяться щука, окунь, карась, плотва, лин тощо. Береги річки поросли низькорослим деревночагарниковим рідколіссям: березами, вербами, сосною звичайною, тополею, осикою, дубами. У трав'яному покриві переважають болотні види: журавлина болотяна, пухівка піхвова, бобівник трилистий, теліптерис болотяний, вовче тіло болотяне, калюжниця болотяна, жовтець їдкий, гравілат річковий, родовик лікарський, осоки тощо. Траплялися рідкісні види рослин: зозульки травневі, зозульки м'ясо-червоні, зозульки плямисті, косарики черепичасті, синюха блакитна, вужачка звичайна, білозір болотяний, росичка круглолиста, осока Девелла та осока дводомна.